# Kassina cochranae
Kassina cochranae es una especie de anfibios de la familia Hyperoliidae. Habita en Costa de Marfil, Guinea, Liberia y Sierra Leona.
Su hábitat natural incluye bosques tropicales o subtropicales secos y a baja altitud, sabanas secas, praderas tropicales o subtropicales a gran altitud, marismas de agua dulce y corrientes intermitentes de agua dulce.
La pérdida de su hábitat natural es la principal amenaza a su conservación.